# 1275 Cimbria
1275 Cimbria este un asteroid din centura principală, descoperit pe 30 noiembrie 1932, de Karl Reinmuth.